# Kel-Tec RDB
RDB (англ. Rifle, Downward-ejection, Bullpup — Гвинтівка, Викид вниз, Булпап) — американська самозарядна гвинтівка виробництва компанії Kel-Tec.

## Характеристика
RDB спроєктована як модульна зброя, яка розбирається на 4 складальні групи — ствола (ствол, планка Пікатінні, цівка, газова система та рукоятка заряджання), ствольної коробки (серійна сталева ствольна коробка, потиличник, буфер віддачі та теплозахисний екран/упор для щоки), затвора (затворна рама, яка направляє поршень, поворотна пружина і затворна група) і рукоятки (органи управління вогнем, спусковий та ударний механізми, відсік для магазина і отвір для викиду гільз). 
RDB працює з використанням короткого ходу газового поршня і стріляє із закритого затвора. Регулятор газу вбудований у складальну групу ствола, що дозволяє оператору регулювати кількість газу, яка використовується для циклу дії. В RDB використовується унікальний метод викиду вниз, що дозволяє оператору стріляти з рушниці з будь-якого боку. Під час циклу вилучення та викиду стріляні гільзи тягнуться назад магазином до жолоба викиду, розташованого безпосередньо за ним. Затвор RDB використовує подвійні ежектори для полегшення викиду, і було продемонстровано, що він працює нормально, навіть якщо гвинтівка перевернута вгору дном. У той час як в інших гвинтівках булл-пап (FN F2000, Kel-Tec RFB, Desert Tech MDR) використовується викид вперед, що дозволяє використовувати обидві руки, ці рішення зазвичай додають деталі і ускладнюють конструкцію. Інші булпап можна переобладнати для викиду гільзи з одного боку на інший (IWI Tavor, Steyr AUG), але це може бути неможливо без спеціальних деталей.

## Варіанти
- RDB-17 — стандартна модель для американського ринку зі стволом 17.2 дюйма (437 мм)[1].
- RDB — модель з 20-дюймовим стволом (520 мм).
- RDB-C — RDB-17 з рукояткою «мисливського» типу і модифікованою цівкою[2].
- RDB Survival — RDB-C з 16-дюймовим стволом і розкладним прицілом.
- M43 — RDB-17, в якій полімерні деталі замінені на фосфатовану сталь або дерево, а також оснащена розкладним прицілом і теплозахисним екраном над газовим поршнем[3].